# Bánh da lợn
Bánh da lợn là một loại bánh dùng để tráng miệng của Việt Nam, đặc biệt là ở Nam Bộ (loại bánh tương tự với nhiều lớp màu sắc gọi là Bánh chín tầng mây ở Miền Bắc). Bánh được làm từ bột năng, đường trắng, dừa nạo, va ni hay lá dứa và một số gia vị khác. Nhân bánh được làm từ đậu xanh, khoai môn nghiền mịn hoặc bào sợi hấp chín và bột gạo, đường.Khi làm bánh những người thợ khéo tay còn xay sầu riêng trộn chung với nhân bánh để tạo mùi vị hấp dẫn hơn. Bánh được hấp trong những khuôn nhỏ hình tim, hoa lá hoặc trong khuôn lớn rồi cắt nhỏ thành miếng khi ăn.